# Závada (district de Humenné)
Pour les articles homonymes, voir Závada.
Závada est un village de Slovaquie situé dans la région de Prešov.

## Histoire
Première mention écrite du village en 1454.

## Démographie

### Évolution de la population
| Année:               | 1994. | 2004.    | 2014.   | 2024.   |
| -------------------- | ----- | -------- | ------- | ------- |
| Nombre de personnes: | 94    | 77       | 76      | 73      |
| Différence:          |       | -18,08 % | -1,29 % | -3,94 % |

| Année:               | 2023. | 2024.   |
| -------------------- | ----- | ------- |
| Nombre de personnes: | 69    | 73      |
| Différence:          |       | +5,79 % |